# Parrocchia di Saint George Gingerland
La parrocchia di Saint George Gingerland si trova nella parte sud-orientale dell'isola di Nevis, nella federazione di Saint Kitts e Nevis.

## Villaggi
- Market Shop (capoluogo)
- Chicken Stone
- Zetlands
- Zion